# Michael Daniel Marave
Michael Daniel Marave O. Praem. (8. ledna 1741 Krnov – 1. října 1818 Křtiny) byl římskokatolický kněz, premonstrátský kanovník a v letech 1777–1784 poslední opat kanonie v Zábrdovicích.

## Život
Po rezignaci opata Kryštofa Jiřího Matušky byl 15. května 1777 zvolen opatem. Pokračoval ve snaze svého předchůdce o hodnotnou vnitřní výzdobu opatského kostela. Výtvarné práce svěřil malíři fresek Josefu Winterhalderovi mladšímu a sochaři Ondřeji Schweiglovi. Rozkvět kláštera ukončil císař Josef II. Ten navštívil klášter v září 1783 a rozhodl se jeho budovy využít pro vojenskou nemocnici. 14. července 1784 do kláštera dorazil císařský dekret, nařizující jeho zrušení. Z budov byla zřízena vojenská nemocnice, klášterní chrám se stal farním namísto odsvěceného kostela sv. Kunhuty. 48 členů kanonie bylo rozesláno na různé fary v brněnské diecézi. Opat Marave odešel do Křtin a po smrti císaře Josefa II. usiloval o obnovu kanonie aspoň zde. K tomu však nedošlo kvůli zamítnutí návrhu císařem Františkem II.